# 1431 Luanda
Az 1431 Luanda (ideiglenes jelöléssel 1937 OB) a Naprendszer kisbolygóövében található aszteroida. Cyril Jackson fedezte fel 1937. július 29-én, Johannesburgban.